# استیو کوگان
استیو کوگان (انگلیسی: Steve Coogan؛ زاده ۱۴ اکتبر ۱۹۶۵) یک هنرپیشه اهل بریتانیا است. وی از سال ۱۹۸۹ میلادی تاکنون مشغول فعالیت بوده‌ است.
از فیلم‌ها یا برنامه‌های تلویزیونی که وی در آن نقش داشته‌است می‌توان به پرسی جکسون و المپ‌نشینان: دزد صاعقه، اون‌یکی‌ها، شب در موزه، شب در موزه: نبرد اسمیتسونین، من نفرت‌انگیز ۲، قهوه و سیگار، برادر ابله ما، فیلومینیا اشاره کرد.

## فیلم‌شناسی
از جمله فیلم‌های معروفی که او در آن بازی کرده عبارت‌اند از:
- پرسی جکسون و المپ‌نشینان: دزد صاعقه
- اون‌یکی‌ها
- شب در موزه
- شب در موزه ۲
- شب در موزه ۳
- قهوه و سیگار
- برادر ابله ما
- فیلومینیا
- طلسم الا
- دور دنیا در ۸۰ روز
- استن و اولی ۲۰۱۸
- نگاه عشق
- کشتی خدایان
- انتقام شیرین
- تندر استوایی (فیلم ۲۰۰۸ )
- آن‌سوی آینه
- آنچه بالا می‌رود
- پایان خوش
- هملت ۲
- بهانه
- افسر آزادی مشروط
- من نفرت‌انگیز ۴